# Liste der Kulturgüter in Basel
Die Liste der Kulturgüter in Basel enthält alle Objekte in der Stadt Basel im Kanton Basel-Stadt, die gemäss der Haager Konvention zum Schutz von Kulturgut bei bewaffneten Konflikten, dem Bundesgesetz vom 20. Juni 2014 über den Schutz der Kulturgüter bei bewaffneten Konflikten sowie der Verordnung vom 29. Oktober 2014 über den Schutz der Kulturgüter bei bewaffneten Konflikten unter Schutz stehen.

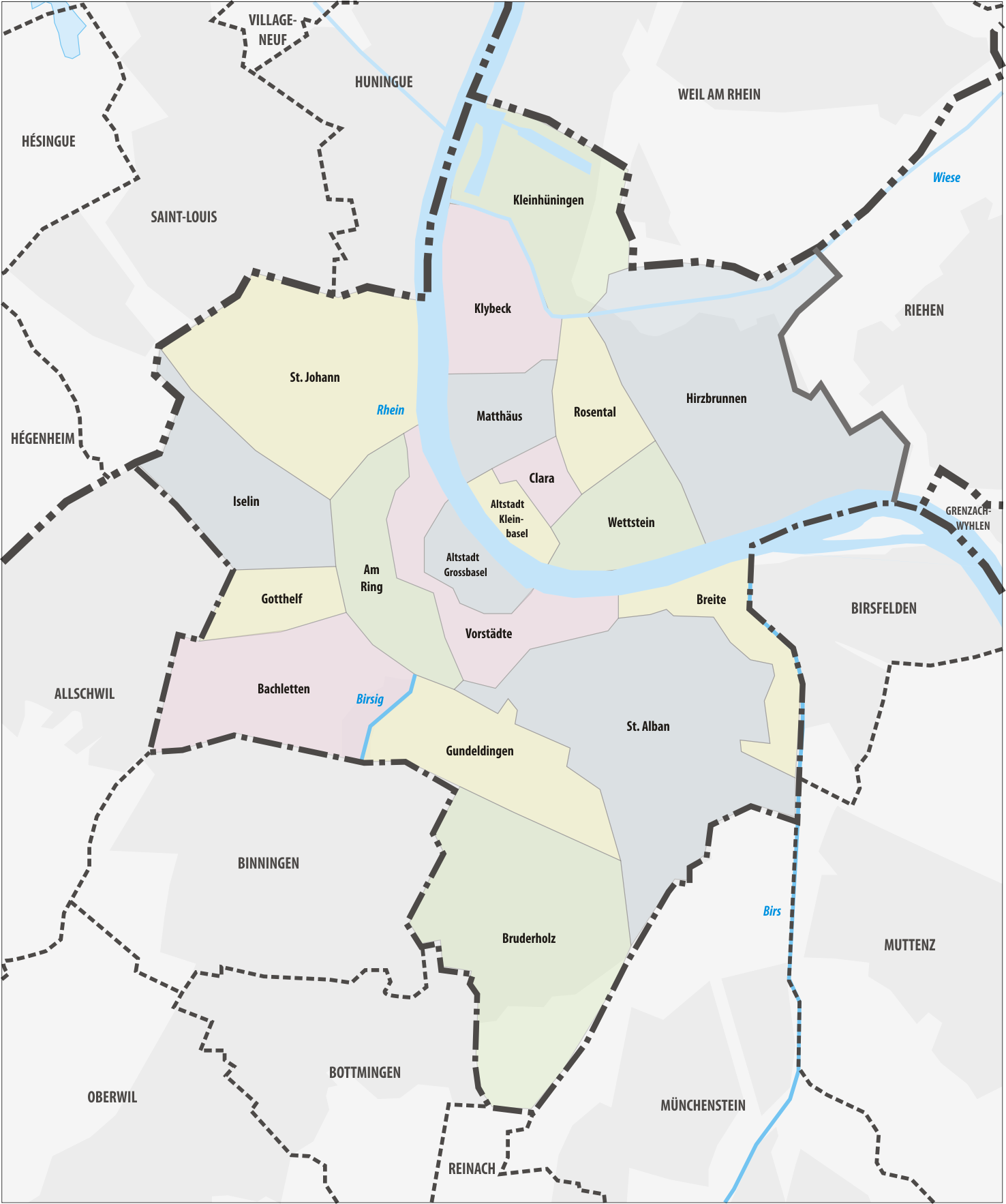
Quartiere von Basel

Aus Gründen der Übersichtlichkeit ist die Liste in vier Teilverzeichnisse gegliedert (Stand: 13. Oktober 2021):
- Altstadt Grossbasel rechts des Birsig (linksrheinischer Teil der Altstadt rechts des Birsig)
- Altstadt Grossbasel links des Birsig (linksrheinischer Teil der Altstadt links des Birsig)
- Grossbasel Ost (Quartiere Breite, Bruderholz, Gundeldingen und St. Alban sowie östlicher Teil der Vorstädte)
- Grossbasel West (Quartiere Am Ring, Bachletten, Gotthelf, Iselin und St. Johann sowie westlicher Teil der Vorstädte)
- Kleinbasel (Quartiere Clara, Hirzbrunnen, Kleinhüningen, Klybeck, Matthäus, Rosental und Wettstein sowie rechtsrheinischer Teil der Altstadt)